# Steve Marlet
 (novembre 2023).
Si vous disposez d'ouvrages ou d'articles de référence ou si vous connaissez des sites web de qualité traitant du thème abordé ici, merci de compléter l'article en donnant les références utiles à sa vérifiabilité et en les liant à la section « Notes et références ».
Pour les articles homonymes, voir Marlet.
Steve Marlet, né le 10 janvier 1974 à Pithiviers (Loiret), est un ancien footballeur international français, devenu entraîneur et dirigeant.
Il compte 23 sélections en équipe de France, avec laquelle il remporte la Coupe des confédérations en 2001 et 2003, et dispute l'Euro 2004. Il est à partir de 2012 employé du Red Star FC, comme entraîneur adjoint, directeur sportif puis conseiller du président.

## Carrière

### Joueur
Steve Marlet devient footballeur au centre de formation du Red Star. Il y fait ses débuts en équipe première, alors en deuxième division, pendant la saison 1991-1992, puis réalise quatre saisons pleines, inscrivant notamment 16 buts lors du dernier exercice. Le club audonien termine chaque saison entre les 4e et 7e rang, sans parvenir à être promu dans l'élite. 
En 1996, l'AJ Auxerre, surprenant vainqueur du doublé coupe-championnat, le recrute et en fait le successeur de Christophe Cocard pour le poste d'ailier droit. L'AJA ne parvient pas à conserver ses titres, mais Steve Marlet s'impose comme titulaire et inscrit notamment un but remarquable face aux Glasgow Rangers en Ligue des champions. Auxerre atteint les quarts de finale de la compétition européenne, ce qui reste une référence pour le club. La saison suivante, les Auxerrois remportent la Coupe Intertoto. Marlet réalise quatre saisons pleines en première division. 
Il est recruté en 2000 par l'Olympique lyonnais, qui ambitionne de remporter le championnat pour la première fois, contre une indemnité de 37 millions de francs. Steve devient rapidement titulaire aux coté de Sonny Anderson, au dépend de Tony Vairelles, et fait rapidement ses débuts en équipe de France. Son but à Gerland contre le RC Lens (volée en extension dans la lucarne de Guillaume Warmuz) est médiatisé. Il s'illustre lors du dernier match de la saison en signant un doublé à Rennes qui offre la victoire à son club (3-4), mais l'OL ne termine qu'à la deuxième place. Il gagne cependant la Coupe de la ligue en 2001 et le championnat de France de Ligue 1 en 2002 avec Lyon. 
Il débute la saison suivante sous les couleurs lyonnaises, mais les rumeurs de départ vers l'Angleterre se précisent. Il marque un but victorieux à Troyes et s'envole dans la foulée pour signer à Fulham. Les Lyonnais remportent le championnat de France en fin de saison, offrant par conséquent le titre à Marlet. Dans le club de Londres, il rejoint de nombreux Français : l'entraineur Jean Tigana et les joueurs Steed Malbranque, Alain Goma, Sylvain Legwinski et Louis Saha. Son transfert se monte à 120 millions de francs (soit environ 18,3 millions d'euros), une somme importante à l'époque. Il peine cependant à confirmer les espoirs placés en lui. Fulham se refuse à payer la dernière traite de 4,5 millions d'euros de son transfert en invoquant des anomalies avec des agents, avant d'être condamné à respecter les termes du transfert. 
Après deux saisons en Angleterre, il rejoint en prêt l'Olympique de Marseille qui fait son retour en Ligue des champions. En concurrence avec Didier Drogba, Mido, Dmitri Sytchev ou Koke, il est rarement titulaire mais ses entrées en jeu lui permettent d'afficher son expérience et sa capacité à supporter la pression. Les Marseillais atteignent la finale de la Coupe UEFA mais s'y inclinent. Il reste une deuxième saison à Marseille, toujours en prêt. Il n'est cependant pas transféré définitivement après les départs successifs des entraineurs marseillais (Alain Perrin, José Anigo, Philippe Troussier). 
Il quitte finalement Fulham pour rejoindre Wolfsburg en Bundesliga. Il y joue moins, faisant une vingtaine d'apparitions, souvent comme ailier droit. La saison suivante, en 2006-2007, il signe à Lorient, où il ne convainct pas et où on lui reproche une impression de manque d'implication. Son contrat n'est pas renouvelé à l'issue de la saison et il se retrouve libre.
Après une saison d'essais et de chômage (avec le club anglais de Ipswich Town, au Fire de Chicago aux États-Unis puis au au Stade de Reims), il met un terme à sa carrière professionnelle en 2009 et rejoint le FCM Aubervilliers tout juste promu en CFA 2. Capitaine de l'équipe, Marlet inscrit une dizaine de buts et contribue à la montée de l'équipe en CFA pour la saison 2010-2011. Il s'engage en juillet 2011 avec le Red Star pour une durée d'un an. Au terme d'une saison qui voit son club terminer à la 11e place du National, il raccroche les crampons.

### Reconversion
En 2012, dans la foulée de sa retraite, il est nommé entraîneur adjoint du Red Star. La saison suivante, il devient le directeur sportif du club, qui remonte en Ligue 2 en 2015 puis 2018. Il occupe le poste jusqu'en 2020.
Il est aussi consultant pour Infosport+ le samedi soir et certains soirs de matchs en semaine. En 2016, il commente des matchs de football des Jeux Olympiques de Rio sur les chaînes du Groupe Canal+.
Il devient à partir de 2020 le conseiller du président du Red Star Patrice Haddad.

### Affaires judiciaires
Le 11 janvier 2018, il est mis en examen pour des faits de viol en réunion datant de 1997 et placé sous contrôle judiciaire. En fin d'année 2022, le juge d'instruction chargé du dossier rend une ordonnance de non-lieu.

## Équipe nationale
Il débute avec la sélection nationale en 2000. Il remporte notamment la Coupe des confédérations en 2001 et en 2003, mais n'est pas sélectionné pour la Coupe du monde 2002.
Il fait partie de la liste des 23 de l'équipe de France de Jacques Santini pour le Championnat d'Europe des nations 2004, où les Bleus sont éliminés en quart-de-finale, mais lui-même reste sur le banc des remplaçants, s'étant blessé à l'œil avec son accréditation.
Avec les Bleus, il participe à 23 matchs et inscrit 6 buts.

## Statistiques
| Saison                | Club                   | Championnat           | Championnat | Championnat | Coupe(s) nationale(s) | Coupe(s) nationale(s) | Compétition(s) continentale(s) | Compétition(s) continentale(s) | Compétition(s) continentale(s) | France | France | Total | Total |
| Saison                | Club                   | Division              | M.          | B.          | M.                    | B.                    | Comp.                          | M.                             | B.                             | M.     | B.     | M.    | B.    |
| 1991-1992             | AS Red Star 93         | Division 2            | 7           | 1           | 3                     | 1                     | -                              | -                              | -                              | -      | -      | 10    | 2     |
| 1992-1993             | AS Red Star 93         | Division 2            | 31          | 5           | 1                     | 0                     | -                              | -                              | -                              | -      | -      | 32    | 5     |
| 1993-1994             | AS Red Star 93         | Division 2            | 40          | 9           | 3                     | 1                     | -                              | -                              | -                              | -      | -      | 43    | 10    |
| 1994-1995             | AS Red Star 93         | Division 2            | 24          | 9           | 2                     | 1                     | -                              | -                              | -                              | -      | -      | 26    | 10    |
| 1995-1996             | AS Red Star 93         | Division 2            | 35          | 16          | 4                     | 2                     | -                              | -                              | -                              | -      | -      | 39    | 18    |
| Sous-total            | Sous-total             | Sous-total            | 137         | 40          | 13                    | 5                     | -                              | -                              | -                              | -      | -      | 150   | 45    |
| 1996-1997             | AJ Auxerre             | Division 1            | 24          | 3           | 2                     | 2                     | C1                             | 4                              | 2                              | -      | -      | 30    | 7     |
| 1997-1998             | AJ Auxerre             | Division 1            | 18          | 6           | 5                     | 0                     | CI+C3                          | 7+3                            | 3+1                            | -      | -      | 33    | 10    |
| 1998-1999             | AJ Auxerre             | Division 1            | 32          | 7           | 3                     | 0                     | CI                             | 2                              | 0                              | -      | -      | 37    | 7     |
| 1999-2000             | AJ Auxerre             | Division 1            | 33          | 9           | 2                     | 0                     | -                              | -                              | -                              | -      | -      | 35    | 9     |
| Sous-total            | Sous-total             | Sous-total            | 107         | 25          | 12                    | 2                     | -                              | 16                             | 6                              | -      | -      | 135   | 33    |
| 2000-2001             | Olympique lyonnais     | Division 1            | 31          | 12          | 7                     | 1                     | C1                             | 13                             | 5                              | 3      | 1      | 54    | 19    |
| 2001-2002             | Olympique lyonnais     | Division 1            | 5           | 1           | -                     | -                     | -                              | -                              | -                              | 1      | 0      | 6     | 1     |
| Sous-total            | Sous-total             | Sous-total            | 36          | 13          | 7                     | 1                     | -                              | 13                             | 5                              | 4      | 1      | 60    | 20    |
| 2001-2002             | Fulham FC              | Premier League        | 26          | 6           | 7                     | 3                     | -                              | -                              | -                              | 4      | 1      | 37    | 10    |
| 2002-2003             | Fulham FC              | Premier League        | 28          | 4           | 2                     | 0                     | C4+C3                          | 8+6                            | 2+3                            | 9      | 2      | 53    | 11    |
| 2003-2004             | Fulham FC              | Premier League        | 1           | 1           | -                     | -                     | -                              | -                              | -                              | 1      | 1      | 2     | 2     |
| Sous-total            | Sous-total             | Sous-total            | 55          | 11          | 9                     | 3                     | -                              | 14                             | 5                              | 14     | 4      | 92    | 23    |
| 2003-2004             | Olympique de Marseille | Ligue 1               | 23          | 9           | 2                     | 0                     | C1+C3                          | 4+7                            | 1+0                            | 5      | 1      | 41    | 11    |
| 2004-2005             | Olympique de Marseille | Ligue 1               | 31          | 7           | 2                     | 0                     | -                              | -                              | -                              | -      | -      | 33    | 7     |
| Sous-total            | Sous-total             | Sous-total            | 54          | 16          | 4                     | 0                     | -                              | 11                             | 1                              | 5      | 1      | 74    | 18    |
| 2005-2006             | VfL Wolfsburg          | Bundesliga            | 21          | 1           | 1                     | 2                     | -                              | -                              | -                              | -      | -      | 22    | 3     |
| Sous-total            | Sous-total             | Sous-total            | 21          | 1           | 1                     | 2                     | -                              | -                              | -                              | -      | -      | 22    | 3     |
| 2006-2007             | FC Lorient             | Ligue 1               | 22          | 1           | 2                     | 0                     | -                              | -                              | -                              | -      | -      | 24    | 1     |
| Sous-total            | Sous-total             | Sous-total            | 22          | 1           | 2                     | 0                     | -                              | -                              | -                              | -      | -      | 24    | 1     |
| Total sur la carrière | Total sur la carrière  | Total sur la carrière | 432         | 107         | 48                    | 13                    | -                              | 54                             | 17                             | 23     | 6      | 557   | 143   |

### Matchs internationaux
| Matchs internationaux de Steve Marlet | Matchs internationaux de Steve Marlet | Matchs internationaux de Steve Marlet          | Matchs internationaux de Steve Marlet | Matchs internationaux de Steve Marlet | Matchs internationaux de Steve Marlet            | Matchs internationaux de Steve Marlet                               |
| #                                     | Date                                  | Lieu                                           | Adversaire                            | Résultat                              | Compétition                                      | Notes                                                               |
| ------------------------------------- | ------------------------------------- | ---------------------------------------------- | ------------------------------------- | ------------------------------------- | ------------------------------------------------ | ------------------------------------------------------------------- |
| 1                                     | 15 novembre 2000                      | Stade İnönü, Istanbul, Turquie                 | Turquie                               | V 4 - 0                               | Match amical                                     | Entre en jeu à la place de David Trezeguet à la 81e minute de jeu.  |
| 2                                     | 30 mai 2001                           | Stade de Daegu, Daegu, Corée du Sud            | Corée du Sud                          | V 5 - 0                               | Premier tour de la Coupe des confédérations 2001 | Titulaire, remplacé par Sylvain Wiltord à la 66e minute de jeu.     |
| 3                                     | 3 juin 2001                           | Stade d'Ulsan Munsu, Daegu, Corée du Sud       | Mexique                               | V 4 - 0                               | Premier tour de la Coupe des confédérations 2001 | Titulaire, remplacé par Laurent Robert à la 65e minute de jeu.      |
| 4                                     | 10 juin 2001                          | Stade de Yokohama, Yokohama, Japon             | Japon                                 | V 1 - 0                               | Finale de la Coupe des confédérations 2001       | Titulaire, remplacé par Laurent Robert à la 57e minute de jeu.      |
| 5                                     | 15 août 2001                          | Stade de la Beaujoire, Nantes, France          | Danemark                              | V 1 - 0                               | Match amical                                     | Entre en jeu à la place de Sylvain Wiltord à la 56e minute de jeu.  |
| 6                                     | 1er septembre 2001                    | Estadio Nacional de Chile, Santiago, Chili     | Chili                                 | D 1 - 2                               | Match amical                                     | Entre en jeu à la place de Robert Pirès à la 68e minute de jeu.     |
| 7                                     | 27 mars 2002                          | Stade de France, Saint-Denis, France           | Écosse                                | V 5 - 0                               | Match amical                                     | Entre en jeu à la place de Sylvain Wiltord à la 57e minute de jeu.  |
| 8                                     | 17 avril 2002                         | Stade de France, Saint-Denis, France           | Russie                                | N 0 - 0                               | Match amical                                     | Entre en jeu à la place de Youri Djorkaeff à la 62e minute de jeu.  |
| 9                                     | 21 août 2002                          | Stade du 7 novembre, Tunis, Tunisie            | Tunisie                               | N 1 - 1                               | Match amical                                     | Entre en jeu à la place de Thierry Henry à la 46e minute de jeu.    |
| 10                                    | 7 septembre 2002                      | Stade GSP, Nicosie, Chypre                     | Chypre                                | V 2 - 1                               | Éliminatoires Euro 2004                          | Titulaire, remplacé par Sidney Govou à la 71e minute de jeu.        |
| 11                                    | 12 octobre 2002                       | Stade de France, Saint-Denis, France           | Slovénie                              | V 5 - 0                               | Éliminatoires Euro 2004                          | Titulaire, remplacé par Sidney Govou à la 79e minute de jeu.        |
| 12                                    | 16 octobre 2002                       | Ta' Qali Stadium, Ħ'Attard, Malte              | Malte                                 | V 4 - 0                               | Éliminatoires Euro 2004                          | Titulaire.                                                          |
| 13                                    | 20 novembre 2002                      | Stade de France, Saint-Denis, France           | RF Yougoslavie                        | V 3 - 0                               | Match amical                                     | Titulaire.                                                          |
| 14                                    | 12 février 2003                       | Stade de France, Saint-Denis, France           | Tchéquie                              | D 0 - 2                               | Match amical                                     | Titulaire, remplacé par David Trezeguet à la 46e minute de jeu.     |
| 15                                    | 18 juin 2003                          | Stade de Gerland, Lyon, France                 | Colombie                              | V 1 - 0                               | Premier tour de la Coupe des confédérations 2003 | Entre en jeu à la place de Thierry Henry à la 85e minute de jeu.    |
| 16                                    | 20 juin 2003                          | Stade Geoffroy-Guichard, Saint-Étienne, France | Japon                                 | V 2 - 1                               | Premier tour de la Coupe des confédérations 2003 | Titulaire, remplacé par Thierry Henry à la 80e minute de jeu.       |
| 17                                    | 22 juin 2003                          | Stade de France, Saint-Denis, France           | Nouvelle-Zélande                      | V 5 - 0                               | Premier tour de la Coupe des confédérations 2003 | Entre en jeu à la place de Thierry Henry à la 73e minute de jeu.    |
| 18                                    | 20 août 2003                          | Stade de Genève, Genève, Suisse                | Suisse                                | V 2 - 0                               | Match amical                                     | Entre en jeu à la place de Thierry Henry à la 46e minute de jeu.    |
| 19                                    | 6 septembre 2003                      | Stade de France, Saint-Denis, France           | Chypre                                | V 5 - 0                               | Éliminatoires Euro 2004                          | Entre en jeu à la place de Thierry Henry à la 75e minute de jeu.    |
| 20                                    | 11 octobre 2003                       | Stade de France, Saint-Denis, France           | Israël                                | V 3 - 0                               | Éliminatoires Euro 2004                          | Entre en jeu à la place de Robert Pirès à la 86e minute de jeu.     |
| 21                                    | 18 février 2004                       | Stade Roi Baudouin, Bruxelles, Belgique        | Belgique                              | V 2 - 0                               | Match amical                                     | Entre en jeu à la place de Peguy Luyindula à la 62e minute de jeu.  |
| 22                                    | 28 mai 2004                           | Stade de la Mosson, Montpellier, France        | Andorre                               | V 4 - 0                               | Match amical                                     | Titulaire, remplacé par Jean-Alain Boumsong à la 79e minute de jeu. |
| 23                                    | 6 juin 2004                           | Stade de France, Saint-Denis, France           | Ukraine                               | V 1 - 0                               | Match amical                                     | Entre en jeu à la place de Louis Saha à la 76e minute de jeu.       |

### Buts internationaux
| 0   | Date            | Lieu                                         | Compétition                                      | Résultat | Adversaire   | Détail | Détail         | Détail | Sél. |
| --- | --------------- | -------------------------------------------- | ------------------------------------------------ | -------- | ------------ | ------ | -------------- | ------ | ---- |
| 1er | 30 mai 2001     | Daegu World Cup Stadium, Daegu, Corée du Sud | Premier tour de la Coupe des confédérations 2001 | V 5-0    | Corée du Sud | 9e     | du pied gauche | 1-0    | 2e   |
| 2e  | 27 mars 2002    | Stade de France, Saint-Denis, France         | Match amical                                     | V 5-0    | Écosse       | 88e    | du pied droit  | 5-0    | 7e   |
| 3e  | 12 octobre 2002 | Stade de France, Saint-Denis, France         | Éliminatoires Euro 2004                          | V 5-0    | Slovénie     | 35e    | du pied droit  | 2-0    | 11e  |
| 4e  | 12 octobre 2002 | Stade de France, Saint-Denis, France         | Éliminatoires Euro 2004                          | V 5-0    | Slovénie     | 64e    | du pied droit  | 3-0    | 11e  |
| 5e  | 20 août 2003    | Stade de Genève, Lancy, Suisse               | Match amical                                     | V 0-2    | Suisse       | 54e    | du pied droit  | 0-2    | 18e  |
| 6e  | 28 mai 2004     | Stade de la Mosson, Montpellier, France      | Match amical                                     | V 4-0    | Andorre      | 74e    | du pied droit  | 4-0    | 22e  |

## Palmarès

### En club
- AJ Auxerre :
  - Vainqueur de la Coupe Intertoto en 1997

- Olympique lyonnais :
  - Champion de France 2002
  - Vainqueur de la Coupe de la Ligue en 2001

- Fulham :
  - Vainqueur de la Coupe Intertoto en 2002

- Olympique de Marseille :
  - Finaliste de la Coupe de l'UEFA en 2004

### En sélection
- Vainqueur de la Coupe des confédérations en 2001 et 2003

## Filmographie
- 2004 : Plus belle la vie (saison 1, épisode 23)